# Наммахані
Намма́хані — правитель (енсі) шумерського міста-держави Лагаш. Його правління припадало на кінець XXII століття до н. е.

## Правління
Первинно був енсі Умми за правління гутійського царя Ярлаганди. Утім після смерті останнього та сходження на царство нового вождя Сіума (близько 2116 року до н. е.) в Уммі згадується новий енсі Лугальаннатум. Отже Наммахані чимось не догодив новому царю, був усунутий від посади й утік до Лагаша. Там уже у похилому віці йому вдалось зайняти престол.
За часів його правління між ним та «мужем міста Ура» (очевидно, Ур-Намму) виникла земельна суперечка, яка настільки загострилась, що потребувала втручання царя Урука й усього Шумеру Утухенгаля. Останній розв'язав суперечку на користь Лагаша та відрядив землеміра для проведення кордону між Лагашем та Уром.